# لئانجا
لئانجا (به لاتین: Leanja) یک منطقهٔ مسکونی در ماداگاسکار است که در بوریزینی-واوائو واقع شده‌است. لئانجا ۱۶٬۰۰۰ نفر جمعیت دارد و ۷۴ متر بالاتر از سطح دریا واقع شده‌است.